# Ptahchepsès II
Pour les articles homonymes, voir Ptahchepsès.
Ptahchepsès II est le nom porté par un grand prêtre de Ptah de Memphis au début de la Ve dynastie. 
Issu ou à l'origine d'une des familles les plus puissantes de cette période de l'Ancien Empire, son parcours est semblable à celui de son illustre prédécesseur, le premier à porter ce nom qui sera assez courant au cours de la Ve dynastie.

## Carrière
Charles Maystre dans son étude sur les grands prêtres de Memphis le place en seconde position dans la liste des grands prêtres homonymes qui exercèrent leur pontificat essentiellement sous la Ve dynastie.
Les titres de Ptahchepsès révèlent une carrière essentiellement religieuse. Parmi les treize principales fonctions que l'architrave de son tombeau nous a conservé on distinguera des titres auliques, dont la nature peut être purement honorifique et d'autres bien réels notamment religieux.
Parmi les titres de cour on citera ceux de :
- Confident du roi, indiquant que Ptahchepsès participait au conseil privé de pharaon.
- Celui qui est dans le cœur de son maître, dans le cas présent le roi ou bien le dieu Ptah.
- Celui qui est dans la Double Maison, ce qui le rattache encore un peu plus à la maison du roi.

En plus de son titre principal de grand des chefs des artisans, Ptahchepsès est également :
- Maître de tous les artisans, titre porté par d'autres grands prêtre du dieu Ptah mais qui ici est complété par le mot tous. Cette précision permet de qualifier Ptahchepsès en tant que grand maître des artisans du royaume et indique probablement qu'il a suivi une carrière dans ce domaine.
- Directeur de la ouâbet, c'est-à-dire l'atelier dans lequel les statues étaient sculptées. C'est également le lieu où l'embaumement des corps était pratiqué. On donnait forme définitivement au corps du défunt comme le sculpteur en travaillant la pierre révèle la forme choisie pour qu'un dieu ou une âme habite littéralement son support.

Ses titres religieux sont plus nombreux et qualifient bien son rôle de grand prêtre :
- Chef des Sem, ce qui indique qu'il est à la tête d'une catégorie de prêtre dont la fonction est essentielle dans les rites religieux et funéraires, notamment en raison de la pratique du rituel de l'ouverture de la bouche pratiqué sur les statues, les sarcophages et momies.
- Prophète de Ptah.
- Prophète de Sokar.
- Directeur du domaine de Sokar, domaine qui se trouvait dans la nécropole memphite et qui représentait une terre sacrée pour les anciens égyptiens.
- Ouâb de Ptah, ce qui l'autorise à pénétrer dans les parties intimes du sanctuaire du dieu.
- Participant à la fête de Rê, titre indiquant qu'il assurait certains rites lors des festivités en l'honneur du dieu soleil, notamment dans les temples que se font édifier les pharaons de la Ve dynastie. Il s'agit là d'un indice de datation, ce titre n'apparaissant plus par la suite dans les fonctions du grand prêtre de Ptah.

L'étude comparative de ses titres avec ceux du premier Ptahchepsès permet également de situer leurs carrières à une date contemporaine l'une de l'autre. Bien que l'absence de cartouche royal dans les inscriptions du mastaba de Ptahchepsès II interdit pour le moment d'être plus précis dans cette datation, l'architecture du monument et le style des inscriptions favorise également ce rapprochement chronologique.
En sachant qu'à cette époque deux grands prêtres étaient en fonction en même temps, nous avons là l'identité probable d'un des collègues du premier Ptahchepsès dont la carrière s'est étalée jusqu'au milieu de la Ve dynastie autorisant donc à placer le second du nom dans la première partie de cette dynastie.
Selon Charles Maystre et en s'appuyant sur l'étude sur le dieu Ptah de Maj Sandman Holmberg, il est possible de déterminer l'ordre chronologique dans lequel ces titres ont été portés. On aurait là une indication précieuse sur le déroulement de la carrière des grands prêtres à l'Ancien Empire. Gravissant un à un tous les échelons d'une hiérarchie sacerdotale et civile cette carrière aboutit à la consécration de grand prêtre, le distinguant parmi tous les autres et le hissant au plus haut niveau dans la cour du roi. 
Ainsi comme l'auteur le suggère, si la distinction paraît être la volonté royale, Pharaon nommant lui-même le pontife, il apparaît également pour cette période que son accession est le fruit d'une évolution dont chacun des titres marque une étape. On retrouve des énumérations de titres et de fonctions semblables chez les autres grands prêtres attestés à cette époque charnière de l'Ancien Empire, démontrant que ce choix ne se faisait que dans l'élite sacerdotale du grand temple de Ptah.

## Sépulture
Ptahchepsès II possède un mastaba à Saqqarah non loin de celui de Ptahchepsès Ier. 
Il s'agit du mastaba C9 de la liste d'Auguste Mariette, monument situé dans le nord de la nécropole et au sud de l'emplacement d'un hypogée baptisé par les premiers explorateurs « la tombe aux oiseaux », tombe catacombe renfermant des milliers de momies d'ibis et de faucons, principalement utilisée à la Basse Époque.
D'architecture semblable au mastaba de Ptahchepsès Ier, mais au décor différent et ne comportant pas de grande inscription biographique permettant de le placer avec certitude dans la succession des grands prêtres la datation de ce monument reste donc imprécise.
Le style de son architecture autorise à le placer au début de la Ve dynastie, et comme évoqué plus haut, selon les inscriptions et les titres très proches de ceux de Ptahchepsès Ier, il est probable que les deux grands prêtres aient été contemporains l'un de l'autre,. 
Le Musée égyptien du Caire possède d'ailleurs deux statues qui peuvent avoir appartenu soit au premier soit au second de ces grands prêtres.
Bien que toutes les deux décapitées, elles figurent un grand prêtre memphite assis et portant des vêtements différents. Elles sont au nom du grand prêtre de Ptah Ptahchepsès sans qu'il n'y ait d'éléments distinctifs ou chronologiques qui permettent de trancher la question d'une identification plus précise.